# Деряжня
Деря́жня (бел. Дзяра́жня) — река в Белоруссии, протекает по территории Могилёвской области, правый приток реки Беседь. Длина реки — 54 км, площадь водосборного бассейна — 312 км², средний расход воды в устье 1,6 м³/с, средний наклон водной поверхности 0,8 м/км.
Река берёт начало у деревни Деряжня в 16 км к юго-западу от города Климовичи. Верхнее течение проходит по Климовичскому району, среднее и нижнее — по Костюковичскому. Генеральное направление течения — юг и юго-восток.
Течет по юго-восточной части Оршанско-Могилевской равнины. Долина в верхнем течении невыразительная, ниже трапециевидная, шириной 1-2 км. Пойма двухсторонняя, в верхнем течении до деревни Братьковичи Костюковичского района местами заболоченная, ниже открытая, луговая, шириной 0,7-0,8 км. Русло от истока на протяжении 8,3 км канализировано, ниже извилистое, его ширина в межень 6-10 м..
Притоки: Городешня (правый); Осовская (левый).
Деряжня протекает сёла и деревни Савиничи, Титовка, Гослев, Дубровка, Братьковичи, Колодезская, Долгий Лог, Деражня, Гайковка, Меловка, Боровка.
Впадает в Беседь в селе Белая Дуброва.